# Brandstifter
Brandstifter er en roman fra 1980 af den amerikanske forfatter Stephen King. Den udkom på dansk i 1988.

## Handling
To unge studenter, Andrew McGee og Vicky Tomlinson, gennemgår et eksperiment udført af staten. Som resultat får de nogle ganske små paranormale kræfter. Andrew, kaldet Andy, får telepatiske evner, mens Vicky udvikler telekinetiske evner. De gifter sig efterfølgende og får et barn sammen, datteren Charlene McGee, der er mutant. Charlene eller Charlie, som hun kaldes, har vældige paranormale kræfter og kan skabe ild ved tankens kraft, såkaldt pyrokinese, og hun kan flytte ting med større kraft end moderen. Sammen med sin far, Andy, er hun på flugt fra den såkaldte Butikken, der er en hemmelig gren af regeringen. Ved en fejltagelse er Vicky blevet myrdet af Butikken, der nu ønsker at anvende Charlie som våben og vil gøre alt for at få fat på hende. 
Butikken sender agenten John Rainbird af sted for at fange dem. Det lykkes også, og Charlie, som hun kaldes, bliver sammen med sin far holdt indespærret på et hemmeligt sted, hvor der bliver udført eksperimenter på Charlie for at undersøge hendes paranormale kræfter.
Charlie stritter først imod disse eksperimenter, men John Rainbird overtaler hende til at fortsætte ved at optræde som en venlig pedel.
Det lykkes Andy at slippe fri, men han og Charlie bliver fanget igen. Under den efterfølgende skudveksling bliver Andy skudt af John Rainbird, hvorefter Charlie dræber ham med sine kræfter. Hun brænder også hele fænglslet ned.
Bogen slutter med, at Charlie fortæller hele sin historie til det store amerikanske musikblad, Rolling Stone Magazine. 

## Andre versioner
Brandstifter blev filmatiseret i 1984 af Mark L. Lester. En efterfølger (denne gang en tv-film) blev lavet i 2002.